# Gvelfi in gibelini
Izraza gvelfi in gibelini izhajata iz poimenovanja dveh političnih strank, ki sta se v 12. stoletju v Svetem rimskem cesarstvu opredelili za katoliško Cerkev oz. za cesarja.

## V Nemčiji
Plemiči iz družine Hohenstaufen so se po smrti cesarja Henrika V. (1125), ki ni zapustil nasledstva, potegovali za cesarsko krono, kar so tudi dosegli leta 1138 s Konradom III. Iz imena njihovega gradu Waiblingen v Švabski Juri izvira beseda gibelin. Nasprotovala jim je predvsem bavarska plemiška dinastija Welf (odtod beseda gvelf). Gvelfi so bili avtonomisti in so branili pravico do samoodločanja, kar je v praksi pomenilo, da so si plemiči med seboj enakovredni in eden ne sme posegati v notranje zadeve drugega. Papeža so smatrali le kot somišljenika proti premoči nekaterih plemiških družin, kar pa ni niti spominjalo na kako obliko zavezništva ali celo podrejenosti. 
Nasprotovanja med strankama so se hudo zaostrila, ko je prišlo do sporov v zvezi z nasledstvom, to je po letu 1125. Ko je leta 1152 stopil na prestol cesarja Svetega rimskega cesarstva Friderik I. Hohenstaufen (bolje znan kot Barbarossa ali Rdečebradec), so se gvelfi znašli v opoziciji. Po logiki »sovražnikov sovražnik je moj prijatelj« so se tedaj približali papeževim stališčem.
V poznejših sporih za nadoblast in pravico do prestola sta naziva gvelfi in gibelini izgubila svoj pomen in se nista več uporabljala.

## V Italiji
Barbarossa se je zavedal nevarnosti papeževega vpliva na italijanske mestne države, večina katerih se je bila otresla cesarjeve nadoblasti prav s pomočjo cerkve. Zato je bila njegova prva skrb, da utrdi svojo nadoblast v Italiji, ki je bila v tistih časih popolnoma razkosana in v procesu političnega razvoja, torej lahko dovzetna za zunanje posege. Friderik I. je pravilno razumel, da lahko s podpihovanjem že obstoječih nasprotij utrdi in razširi oblast cesarstva. Pod njegovim vladanjem se je spor med gvelfi in gibelini, ki je bil do tedaj zgolj interni problem germanskih dežel in popolnoma dinastijskega značaja, preselil v italijanske kraje, kjer se je spremenil v borbo med pristaši cesarja in pristaši papeža.

## Italijanski pristop
V okviru posameznih italijanskih mest je bil boj med strankama zelo različen, saj je bil večinoma odvisen od odnosa, ki sta ga stranki imeli do predstavnikov komune in do meščanov samih. Tako se je dogajalo, da se je mesto opredelilo zdaj za eno zdaj za drugo stranko, a ne zaradi kakega političnega prepričanja, pač pa zato, ker je bil trenutni predstavnik stranke na kak način pripomogel k napredku mestne skupnosti. Politiki so se pa naglo vrstili. Z isto naglico so se spreminjala zavezništva z drugimi mesti, kar je privedlo do hudih sporov in celo bitk. Spor med Firencami in gibelinsko ligo Arezzo - Siena - Pistoia - Lucca - Pisa se je na primer zaključil s krvavo bitko pri kraju Montaperti leta 1260, kjer je za zmago gibelinov baje padlo več kot desettisoč mož iz vrst obeh strani. Za današnje razumevanje zgodovine so pa vse tragične posledice te bitke (izgoni, izobčenja, begunci, uničenja imetja) manj pomembne od dejstva, da so že leta 1269 prišli spet na oblast gvelfi, po prav tako krvavi bitki.
Mediteranski značaj in politična nezrelost prebivalcev poznejše Italije sta v srednjem veku nudila nemškim cesarjem dvojno prednost: oslabitev zaveznika (papeža) in odstranitev morebitnih zunanjih tekmecev v borbi za nadoblast. V okviru Svetega Rimskega Cesarstva se je namreč ravnotežje vojaških sil podrlo, ko so se papeške moči popolnoma izčrpale v bitkah z gibelinskimi mesti. Na drugi strani, po krvavih spopadih med gvelfi in gibelini je bilo italijansko ozemlje v celoti tako opustošeno in brez vsakega političnega vodstva, da se pač nihče ne bi bil mogel zoperstaviti možnemu germanskemu posegu na polotok. Da dejansko do tega ni prišlo, ni bila zasluga nemočnih italijanskih mestec. V resnici se je moral Friderikov sin, kruti Henrik VI., soočati z drugimi problemi (fevdalni upori). Tudi papeži so se morali v tem obdobju posvetiti notranjim zadevam, predvsem novim herezijam.

## Prehod v novo obdobje
Kmalu sta se začeli stranki gvelfov in gibelinov cepiti na manjše ideološke enote, kar je seveda oslabilo obe strani. Skrajna stališča, ki so bila v dvanajstem stoletju zanetila požar v Nemčiji in ga nato razširila na Italijo, so počasi izgorela. Ostalo je v spominu samo ime dveh mogočnih strank preteklosti, katero se je kasneje uporabljalo le kot naziv političnih linij, ki so bile cerkvi naklonjene oziroma nasprotne.
Vendar je imelo to obdobje nenehnega sprevračanja in bojevanja velike posledice. Mesta, ki so bila vpletena v prave male civilne vojne, so bila opustošena in obubožana. Mestne uprave so propadle in njihovo mesto so zasedle sinjorije.
Skrajna politična negotovost te dobe je od navadnega ljudstva zahtevala pripravljenost, da se pokori oblastem, ki so samovoljno odločale o ideološki pripadnosti dežele eni ali drugi od strank. Na ta način se je v ljudstvu začel izoblikovati tisti svojstven odnos do politike, ki je v poznejših stoletjih pogojeval zgodovino Italijanov.